# Suiza en los Juegos Olímpicos de Atlanta 1996
Suiza estuvo representada en los Juegos Olímpicos de Atlanta 1996 por un total de 114 deportistas que compitieron en 17 deportes.  
El portador de la bandera en la ceremonia de apertura fue el jugador de balonmano Stefan Schärer.

## Medallistas
El equipo olímpico suizo obtuvo las siguientes medallas:
| Nombre                                                              | Deporte             | Competición                 |
| ------------------------------------------------------------------- | ------------------- | --------------------------- |
| Oro                                                                 |                     |                             |
| Pascal Richard                                                      | Ciclismo en ruta    | Ruta M                      |
| Donghua Li                                                          | Gimnasia artística  | Caballo con arcos M         |
| Xeno Müller                                                         | Remo                | Scull ind. (M1x) M          |
| Markus Gier Michael Gier                                            | Remo                | Doble scull ligero (LM2x) M |
| Plata                                                               |                     |                             |
| Thomas Frischknecht                                                 | Ciclismo de montaña | Campo a través M            |
| Wilhelm Melliger (Calvaro)                                          | Hípica              | Saltos ind.                 |
| Daniela Baumer Sabine Eichenberger Gabriela Müller Ingrid Haralamow | Piragüismo          | K4 500 m F                  |
| Bronce                                                              |                     |                             |
| —                                                                   |                     |                             |